# لوئی دیه‌مه

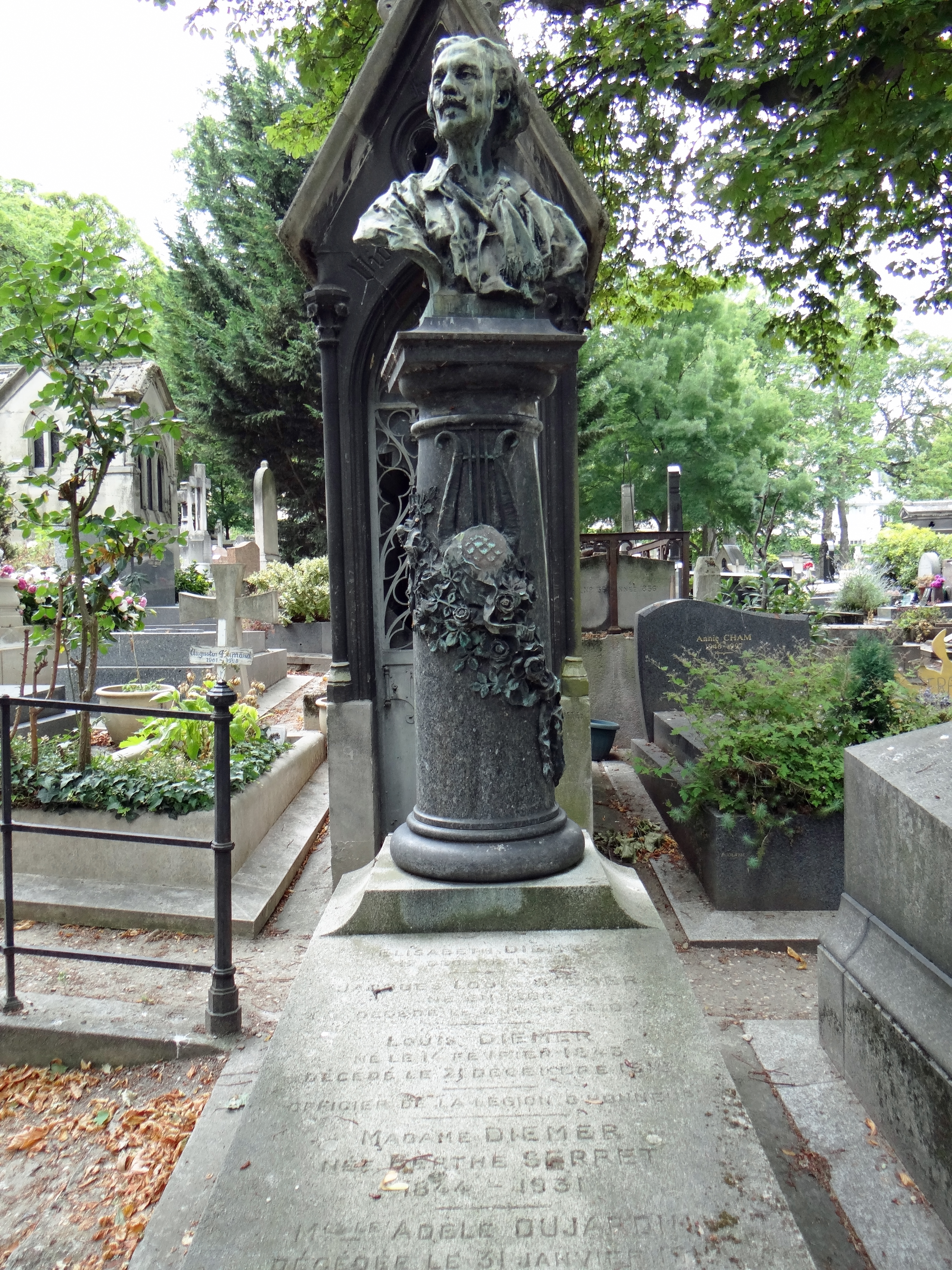
آرامگاه او در گورستان مونمار.

لوئی-ژوزف دیه‌مه (به فرانسوی: Louis-Joseph Diémer) (۱۴ فوریه ۱۸۴۳–۲۱ دسامبر ۱۹۱۹) پیانیست و آهنگساز فرانسوی بود. او در پاریس به دنیا آمد و ۷۶ سال بعد درگذشت. در کنسرواتوار پاریس تحصیل کرد و استادان او عبارت بودند از: آنتوان فرانسوا مارمونتل، آمبرواز توما، فرانسوا بنوا.

## آثار
- تنوع سمفونیک سزار فرانک
- کنسرتو پیانو ژول ماسنه
- کنسرتو پیانو شماره ۵ کامی سن-سانس
- کنسرتو پیانو ادوارد لالو